# Arne Linderholm
Arne Linderholm (1916. február 22. – 1986. november 20.) svéd válogatott labdarúgó.

## Sikerei, díjai
- GAIS
- Svéd első osztály bajnoka: 1937-38